# Jeunesse sportive de Kabylie (athlétisme)
Pour le club omnisports, voir Jeunesse sportive de Kabylie.
Pour les articles homonymes, voir JSK.
La Jeunesse sportive de Kabylie d'athlétisme est un club algérien d'athlétisme, ex-section du club omnisports de la JS Kabylie basé dans la ville de Tizi Ouzou en Kabylie (Algérie).
Le club s'entraine sur les pistes du stade 1er novembre 1954 de Tizi-Ouzou.

## Histoire
La JS Kabylie n'est pas qu'un club de football, c'est avant tout un club omnisports où plus de deux cents athlètes s'entraînent à la JSK et utilisent ses locaux.
L'une de ses sections est l'athlétisme, l'équipe de la JSK fait bonne figure en Algérie, où l'athlétisme est considéré comme l'un des meilleurs d'Afrique, notamment en ce qui concernent les disciplines de fond et demi-fond.
Comme son homologue en football, elle possède des catégories de jeunes qui s'illustrent en championnat de jeunes, dans les catégories cadets et minimes.
Depuis novembre 2009, le président de la JSK Mohand Cherif Hannachi, a décrété que le manque de fonds dans les caisses du club et à la suite de l'indifférence de l'APC de Tizi Ouzou ne permettait plus d'assurer la prise en charge des sections handball basket-ball et athlétisme de la JSK.
Même si elle appartient toujours au club omnisports de la JSK en gardant le nom JSK, la section basket-ball est prise en charge par l'APC de Tizi Ouzou.

## Compétitions disputées
La JSK évolue en championnat d'athlétisme algérien, qui est l'un des plus relevés d'Afrique. Ce championnat est dominé par les clubs algérois, avec à leur tête la section athlétisme du MC Alger, devenu GSP "Groupe Sportif Pétrolier".

### Championnat d'Algérie d'athlétisme
La JSK dispute donc le championnat d'Athlétisme d'Algérie et participe aussi bien en senior qu'en catégories de jeunes aux différentes manifestations sportives d'athlétisme. À la fin de la saison, il n'y a ni relégation, ni promotion, comment dans les sports collectifs, mais des quotas par club qui enverront les meilleurs éléments disputer les compétitions internationales pour représenter le pays. Il y a donc une classification particulière qui détermine le meilleur club de la saison par le nombre de titre et de points remportés.

### Compétitions internationales
Pour toutes les catégories de la section d'athlétisme de la JSK, et suivant les résultats en compétition nationale, les athlètes du club peuvent participer aux compétitions nord-africaine, arabe et africaine. Mais aussi les différents meetings pour les seniors, les jeux méditerranéens pour les juniors, et les jeux mondiaux et olympiques pour les qualifiés.

## Palmarès
La JSK a formé quelques athlètes qui ont eu des parcours honorables dans les différentes compétitions nationales et internationales. en termes de classement national, la JSK pour la saison sportive 2008-2009, est classé à la 101e place sur 257 pour 15 points seulement, loin derrière le GSP premier du classement avec 957 points.

## Voir
JS Kabylie